# Joanne Dudziak
Joanne Dudziak, née le 8 juin 1972 à Strasbourg, est une ancienne handballeuse internationale Française, évoluant au poste de gardienne de but.

## Biographie
En club, elle est formée à l'ASPTT Nice puis évolue au début des années 1990 à l'A.L. Bouillargues. En 1997, après une année sabbatique, elle retrouve le haut niveau au HBC Nîmes. Hormis un intermède à l'ES Besançon lors de la saison 2000-2001 ponctué d'un doublé Championnat-Coupe de France, elle a effectué toute sa carrière dans un autre club gardois, le HBC Nîmes. Elle y met un terme à sa carrière en 2005.
Évoluant au poste de gardienne de but, elle a été une doublure de luxe de la titulaire Valérie Nicolas au sein de l'équipe de France, même si, comme elles l'avouent elles-mêmes, les deux joueuses ne s'appréciaient guère et ne sont pas parlées pendant des années. Elle a participé aux aventures olympiques de Sydney 2000 et d'Athènes 2004.
Elle a remporté le bronze au Championnat d'Europe 2002 avant de remporter l'or mondial lors du Championnat du monde 2003 qui avait lieu en Croatie, la finale face à la Hongrie étant gagnée après prolongation.

## Palmarès

### Club
Compétitions nationales
- vainqueur du Championnat de France en 2001 (avec l'ES Besançon)
- vainqueur de la coupe de France en 2001 (avec l'ES Besançon)

### Équipe de France
Jeux olympiques
- 4e place aux Jeux olympiques de 2004 à Athènes,  Grèce
- 6e place aux Jeux olympiques de 2000 à Sydney,  Australie

Championnats du monde 
- Médaille d'or au Championnat du monde 2003,  Croatie
- 5e place au Championnat du monde 2001,  Italie

Championnats d'Europe
- Médaille de bronze au Championnat d'Europe 2002,  Danemark
- 5e place au Championnat d'Europe 2000,  Roumanie

Autres
- Médaille d'or aux Jeux méditerranéens de 2001 à Tunis

### Récompenses individuelles
- Meilleure gardienne (en pourcentage d'arrêt) du Championnat du monde 2003